# Leni & Ludwig
Leni & Ludwig was een Nederlands zangduo, dat bestond uit het echtpaar Leni Raats (Nieuwenhagen, 29 januari 1925 – Landgraaf, 9 april 2013) en Ludwig Rutar (Kerkrade, 20 juli 1915 – Schaesberg, 1993). Hun grootste hits waren Schön ist die Jugend, een single die 11 maanden in de hitparade stond en de top 10 bereikte en daarmee een van de grootste hits in 1958 was, en Rosen der Liebe. Van deze nummers werden meer dan één miljoen exemplaren verkocht.

## Levensloop Ludwig Rutar
Ludwig Rutar kwam uit een gezin met acht kinderen. Als kind leerde hij leerde zichzelf gitaar en mondorgel spelen. Eenmaal volwassen werd hij aanvankelijk kapper, maar in 1946 werd hij beroepsmuzikant als gitarist bij de Die Lustige Drei, met daarin ook Frits Repin. Kort daarna leerde hij Leni Raats kennen. Ook Leni Raats was aanvankelijk kapper, maar leerde ook drums spelen. Leni en Ludwig vormden een muzikaal duo en trouwden nog in datzelfde jaar.
Als duo namen Leni en Ludwig een groot aantal singles en albums op. Ludwig Rutar zong en speelde Steirische Harmonika, Leni Raats zong en bespeelde de drums. Hun vaste producer was Johnny Hoes. Begin jaren 80 werd Ludwig Rutar ziek, waardoor zij niet meer op konden treden. Ludwig Rutar overleed in 1993 aan de ziekte van Parkinson. Zijn vrouw overleed in 2013.